# Julius Deutsch
Julius Deutsch (* 2. Februar 1884 in Lackenbach, Burgenland, damals Königreich Ungarn; † 17. Jänner 1968 in Wien) war ein österreichischer Autor, Politiker (SDAP) und von 1920 bis 1933 Abgeordneter zum österreichischen Nationalrat. Er gründete als Gegengewicht zu konservativen Wehrverbänden den Republikanischen Schutzbund.

Julius Deutsch (vor 1920)

## Leben
Deutsch wurde zum Buchdrucker ausgebildet und studierte dann an den Universitäten Wien, Paris, Berlin und Zürich Rechts- und Staatswissenschaften (Dr. oec. 1908). Dann war er im Zentralsekretariat der SDAP tätig, das sich damals im neu erbauten Vorwärts-Gebäude in Wien ansiedelte. 1914 wurde er Redakteur der Arbeiter-Zeitung, die ebenfalls dort ihren Sitz hatte.
Von 1914 bis 1917 leistete Deutsch im Ersten Weltkrieg Militärdienst, dann fungierte er als Gewerkschaftsvertreter im k.u.k. Kriegsministerium. Innerhalb der Sozialdemokratie zählte Deutsch zu den wenigen Politikern, die von Anfang an gegen den Krieg auftraten. Anfang 1915 rückte er zum Festungsartilleriebataillon Nr. 4 ein und wurde im August 1916 zum Leutnant der Reserve befördert. Ausgezeichnet wurde er mit der Silbernen Tapferkeitsmedaille, dem Karl-Truppenkreuz und der Bronzenen Militärverdienstmedaille „Signum Laudis“ am Bande des Militärverdienstkreuzes. Im November 1918 erfolgte die Beförderung zum Oberleutnant der Reserve. Er agierte als Soldatenvertreter an der italienischen Front und baute im Rahmen seiner Tätigkeit als Gewerkschaftsvertreter im k.u.k. Kriegsministerium eine Vertrauensmännerstruktur in der Wiener Garnison auf. Diese Strukturen sollten sich in seinen späteren Tätigkeiten als nützlich erweisen.

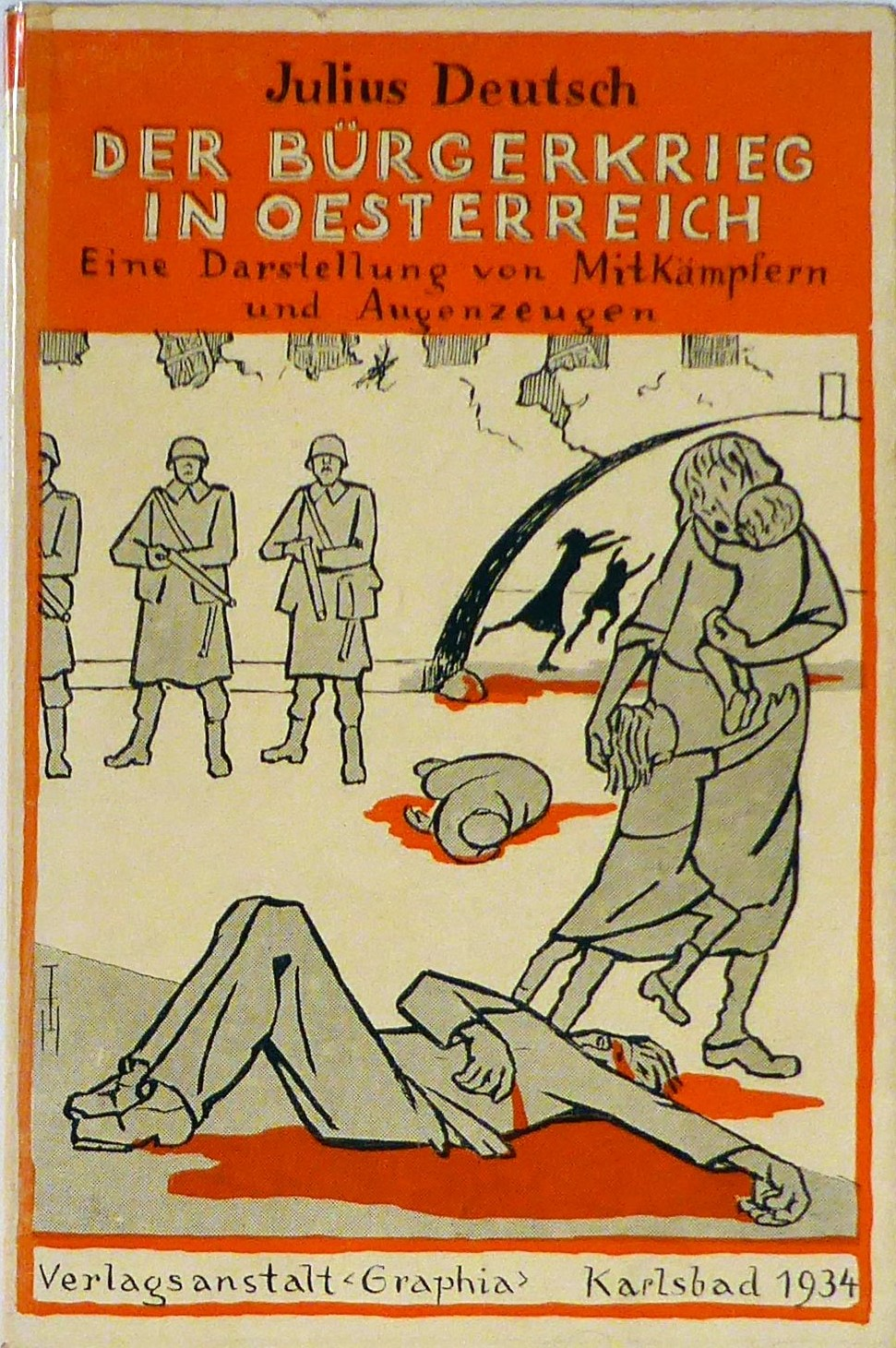
Julius Deutsch: Der Bürgerkrieg in Österreich (1934). Umschlagzeichnung von Thomas Theodor Heine

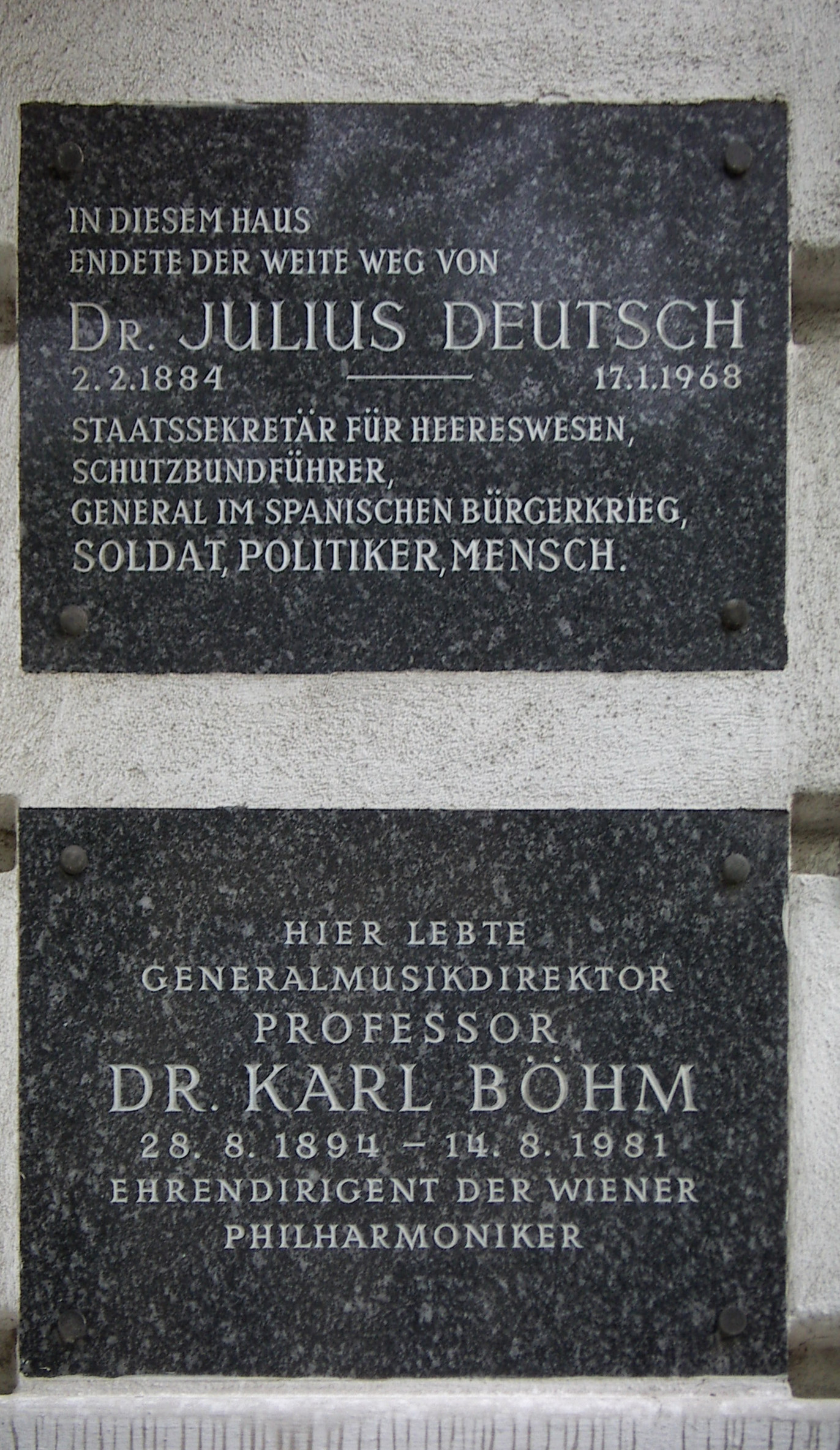
Gedenktafel in Wien 19., Grinzing, Himmelstraße 41

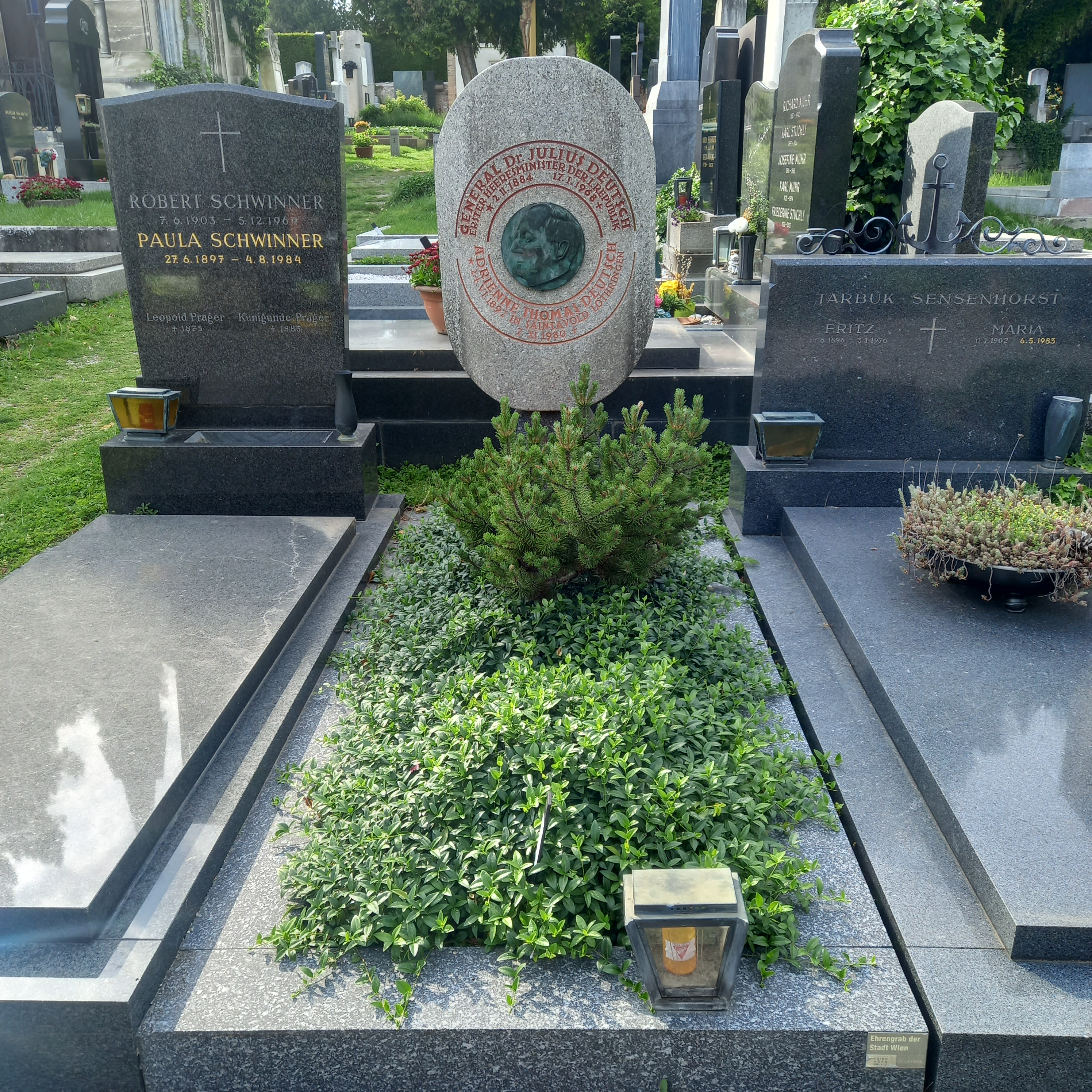
Das Grab von Julius Deutsch und seiner Ehefrau Adrienne Thomas auf dem Grinzinger Friedhof in Wien

In der Ersten Republik organisierte er als Unterstaatssekretär im Staatsamt für Heereswesen (Staatsregierung Renner I, November 1918 bis März 1919) bzw. als Staatssekretär für Heereswesen (Staatsregierungen Renner II, Renner III und Mayr I, März 1919 bis Oktober 1920) die deutschösterreichische Volkswehr als Heer der Demokratie. Er zählte zu den führenden Politikern der Sozialdemokratie und gehörte von 1919 bis 1933 (formal bis 1934) dem Parlament an. Er engagierte sich auch im Arbeitersport, wurde Präsident des internationalen Arbeitersports (Confédération Sportive Internationale du Travail) und holte die Arbeiterolympiaden 1931 nach Österreich.
1923 war er federführender Gründer und Obmann des Republikanischen Schutzbundes, der als Gegengewicht zu den christlichsozialen Heimwehren entstand und sich zu einem großen Teil aus der vormaligen Volkswehr rekrutierte. Zu einem Kampfeinsatz gegen Feinde der Demokratie kam der Schutzbund aber nicht. Theodor Körner hatte die Parteispitze 1934 noch kurzfristig davor gewarnt, den waffentechnisch stark unterlegenen Schutzbund gegen das Bundesheer der begonnenen Dollfuß-Diktatur einzusetzen.
In den Februaraufstand (Regierungsversion) bzw. Bürgerkrieg (sozialdemokratische Version) geriet die Sozialdemokratie daher ohne zentrale strategische Planung oder Leitung. Nach dem Verbot der Sozialdemokratischen Arbeiterpartei (SDAP) am 12. Februar 1934 und der Niederlage der sozialdemokratischen Kämpfer floh Deutsch nach Brünn in der Tschechoslowakei, was ihm den Vorwurf eintrug, die Arbeiter im Stich gelassen zu haben. Von 1936 bis 1939 kämpfte er als General der letztlich unterlegenen republikanischen Truppen im Spanischen Bürgerkrieg.
1939 kam er nach Paris und engagierte sich in der Auslandsvertretung der österreichischen Sozialisten (AVOES). Im Zuge der Eroberung Frankreichs durch die deutsche Wehrmacht im Frühjahr 1940 musste Deutsch, da jüdisch, erneut emigrieren. Er gelangte in die Vereinigten Staaten, wo er den Rest des Krieges verbrachte. 1946 kehrte er (als einer von nur wenigen jüdischen Vertriebenen) nach Österreich zurück, wo er bis 1951 die Sozialistische Verlagsanstalt (siehe Vorwärts-Verlag) leitete, im politischen Geschehen der SPÖ aber keine Rolle mehr spielte.
1951 trat Deutsch von seinen kommerziellen Funktionen zurück und heiratete im selben Jahr die Schriftstellerin Adrienne Thomas, die er im amerikanischen Exil kennengelernt hatte. Sie kam seinetwegen 1947 nach Wien, obwohl Wien nicht ihre erste Wahl gewesen wäre und sie später zu der ironischen Bemerkung veranlasst hat, sie wäre vielleicht sogar lieber zu den Hottentotten gegangen als nach Wien.
Julius Deutschs ehrenhalber gewidmetes Grab befindet sich auf dem Grinzinger Friedhof (Gruppe 1, Nummer 9) in Wien. Im selben Grab ist auch Adrienne Thomas-Deutsch bestattet.
Deutsch zu Ehren wurde nach seinem Tod die Wohnhausanlage in der Grinzinger Allee 54 im 19. Bezirk, seinem letzten Wohnbezirk, Julius-Deutsch-Hof benannt.

## Schriften (Auswahl)
- Die Kinderarbeit und ihre Bekämpfung. 1907.
- Geschichte der österreichischen Gewerkschaftsbewegung. 1908.
- Marx und die Internationale. In: Robert Danneberg: Karl Marx. Der Mann und sein Werk. Verlag des Verbandes der jugendlichen Arbeiter (Anton Jenschik), Wien 1913, S. 52–55.
- Aus Österreichs Revolution – militärpolitische Erinnerungen. Verlag der Wiener Volksbuchhandlung, Wien 1921.
- Antifaschismus! Proletarische Wehrhaftigkeit im Kampfe gegen den Faschismus. Verlag der Wiener Volksbuchhandlung, Wien 1926, OBV.
- Wehrmacht und Sozialdemokratie, Verlag J.H.W. Dietz Nachf., Berlin 1927
- Sport und Politik: im Auftr. d. Sozialist. Arbeitersport-Internationale. J. H. W. Dietz Nachf., Berlin 1928.
- Unter roten Fahnen! Vom Rekord- zum Massensport. In: Wiener sozialdemokratische Bücherei, Jahrgang 1931, Heft 34, S. 1–24. (online bei ANNO).
- Geschichte der österreichischen Arbeiterbewegung. Verlag der Wiener Volksbuchhandlung, Wien 1947
- Was wollen die Sozialisten? Mit einem Vorwort von Adolf Schärf. Sechste Auflage. Verlag der Wiener Volksbuchhandlung, Wien 1949, OBV.
- Ein weiter Weg. Lebenserinnerungen. Amalthea, Zürich/Leipzig/Wien 1960.
- Antifascism, Sports, Sobriety: Forging a Militant Working-Class Culture Herausgegeben von Gabriel Kuhn, London 2016, ISBN 978-1629631547.
- Julius Deutsch: Kriegserlebnisse eines Friedliebenden. Aufzeichnungen aus dem Ersten Weltkrieg.  Herausgegeben von Michaela Maier und Georg Spitaler, New Academic Press, Wien 2016.